# Naab-Vils-Weg
Der Naab-Vils-Weg ist ein 49 km langer Wanderweg in Nordbayern, der vom Oberpfälzer Waldverein unterhalten wird. Er verbindet die Oberzentren der nördlichen Oberpfalz Amberg und Weiden. Er entstand im Rahmen der Gründung der gemeinsamen Ostbayerischen Technischen Hochschule Amberg-Weiden, der vormaligen Fachhochschule Amberg-Weiden. Markiert ist der Weg durch ein grünes Kreuz auf weißem Grund.
Ausgangs- bzw. Endpunkt des Wanderwegs in Amberg ist das in die Stadtmauer integrierte Ziegeltor, in Weiden die Herz-Jesu-Kirche.

## Orte auf dem Weg
Weiden – Ermersricht – Weiherhammer – Thannhof – Rödlas bei Massenricht – Krickelsdorf – Burgstall – Höhengau – Amberg